# Antonio Madinaveitia
Antonio Madinaveitia Tabuyo (Madrid, 31 de octubre de 1890 - Ciudad de México, 1974) fue un profesor y científico español, doctor en Farmacia e Ingeniería Química. Director del Laboratorio de Química Biológica de la JAE, tras la guerra civil española se exilió en México, donde creó el Instituto de Química en la Universidad Nacional Autónoma de México.

## Biografía
Hijo de Dolores Tabuyo Muro y Juan Madinaveitia Ortiz de Zárate, médico y profesor de la Institución Libre de Enseñanza. Hizo el bachillerato en el Instituto Cardenal Cisneros de Madrid. Desde 1905 estudió ingeniería química en la Escuela Politécnica Federal de Zúrich (Suiza), doctorándose entre 1910 y 1912 bajo la dirección de Richard Willstätter (Premio Nobel de Química en 1915).
En 1913 se trasladó a Barcelona para estudiar farmacia, y luego regresó a Madrid, donde obtendría el doctorado en química biológica (cabe aclarar que en aquella época los licenciados en farmacia se doctoraban en química biológica). En 1916 obtuvo la cátedra de química orgánica aplicada a la farmacia en la Universidad de Granada, aunque continuó en Madrid como director del Laboratorio de Química Biológica de la Junta de Ampliación de Estudios. En 1922 terminó la licenciatura y el doctorado en químicas, y en 1925 obtuvo la cátedra de química orgánica aplicada a la farmacia en la Facultad de Farmacia de la Universidad Central de Madrid.
En 1936 fue nombrado vocal de la JAE y decano en farmacia. Asediada Madrid, la guerra civil española le llevó a ejercer su actividad en la Casa de la Cultura de Valencia. Al concluir la contienda pasó a Francia, desde donde en julio de 1939 se exilió a México. Fue miembro de La Casa de España en México, asignado a la Escuela de Ciencias Químicas para hacer investigación en un laboratorio. Se le comisionó también para dictar conferencias en las Universidades de San Luis Potosí y en Morelia. Posteriormente fundó el Instituto de Química en la Universidad Nacional Autónoma de México. Falleció en 1974 en México D.F..
Se casó con Welly Jürgenson; y tuvo cinco hijos: Juan, Antonio, Miguel, Carlos y Elena.

## Publicaciones
Tesis
- 1912: Zur Kenntnis der Katalase. Zúrich: Druck von J. Leemann, vorm. J. Schabelitz.
- 1913: Los fermentos oxidantes: Memoria presentada para aspirar al grado de Doctor en Farmacia. Madrid: Imprenta de Bernardo Rodríguez.
- 1922: Estudio de la miera del pino. Revista de la Real Academia de Ciencias Exact. Fís. Natur. 1922; 20:524-52.

En España
- 1921: Antonio Madinaveitia, José Rodríguez Carracido. Estudio farmacológico de la salicaria. Asociación Española para el Progreso de las Ciencias. Madrid: Imprenta Colonia.
- 1921: Ernest Fourneau, Antonio Madinaveitia. Síntesis de medicamentos orgánicos. Madrid: Calpe; 1921.
- 1927: La enseñanza de la química orgánica. Discurso leído en la solemne inauguración del curso académico de 1927 a 1928. Madrid: Imprenta Colonial.
- 1929: Programa de química orgánica aplicada a la farmacia. Madrid: Librería General de Victoriano Suárez.

En México
- 1940: Antonio Madinaveitia, Fernando Orozco. Contribución a la bioquímica del agave. Anales del Instituto de Biología de la Universidad Nacional Autónoma de México. 1940; 11:373-83.
- 1941: La fabricación de los alcaloides (traducción de Julius Schwyzer, Die Fabrikation der alkaloide). México: Fondo de Cultura Económica, La Casa de España.
- 1941: Antonio Madinaveitia, Fernando Orozco. Estudio químico de los lagos alcalinos. An Inst Biol Univ Nal Autón Méx. 12:429-38.
- 1942: Madinaveitia A, Russell PB, Todd AR. Cannabis indica. Part XI: An Examination of the Alkali-soluble Portion of American Hemp Resin. Journal of the Chemical Society. p.628 y siguientes.
- 1942: La química moderna. col. «Bibl. del maestro» (nº 37). México: El Nacional.
- 1942: El Profesor Richard Willstätter. Ciencia.
- 1945: Antonio Madinaveitia, Fernando Orozco. Estudio del yacimiento de salmueras alcalinas del valle de México. Boletín del Instituto de Química de la Universidad Nacional Autónoma de México. 1945; (1):6-25.
- 1945: Blas Cabrera Felipe. Ciencia. 1945; 6(7-9):241-2.